# André Birabeau
André Birabeau (París, Francia, 5 de octubre de 1890 – 1974) fue un escritor  y dramaturgo de larga trayectoria en su país.

## Actividad profesional

### Obras de teatro
- La peau, Théâtre du Grand-guignol (14 de marzo de 1919)
- La Femme fatale, Théâtre des Mathurins (1920)
- Une sacré petite blonde (en colaboración con Pierre Wolff,  (1921)Théâtre Daunou
- Est-ce possible ?, dirigida por Lugné-Poe, Théâtre de l'Œuvre (1923)
- Le Parfum de da femme coupable (1923)
- Un jour de folie (1923) Théâtre des Variétés
- La Fleur d'oranger en colaboración con Comédie Caumartin  (1924)
- On a trouvé une femme nue, Théâtre des Nouveautés (1924)
- Le Chemin des écoliers, Théâtre des Mathurins  (1924)
- Chifforton, Théâtre des Nouveautés (1924)
- L'Eunuque en colaboración con Henri Duvernois, Théâtre Femina (1927)
- Baisers perdus, Comédie-Française 11 de abril de 1932 dirigida por Émile Fabre (1869-1955)
- Ma sœur de luxe, dirigida por André Lefaur, Théâtre de Paris   (1933)
- Dame nature, Théâtre de l'Œuvre (1935)
- Fiston, Théâtre des Variétés (26 de febrero de 1936 con André Berley et Marguerite Pierry)
- Pamplemousse, Théâtre Daunou  (1937)
- Tout n'est pas noir, Théâtre Daunou (1941)
- Le second couplet, Théâtre Saint-Georges (1942)
- Souviens-toi mon amour, dirigida por Pierre Dux, Théâtre Édouard VII (1954)

### Televisión
- Mein Sohn, der Herr Minister  (sobre la obra Fiston) (1958)
- Das Paradies   (1960)
- Mein Sohn, der Herr Minister (sobre la obra Fiston)  (1965)

### Filmografía
Autor de la obra original
- La reina del Boulevard  (según la obra Le Dejeuner au soleil (1927)
- Dos corazones y un latido o Zwei Herzen und ein Schlag  (según la obra "Le fille y le garçon" escrita en colaboración con Georges Dolley) (1931) dir. Wilhelm Thiele y Roger Le Bon
- La fleur d'oranger  (según la obra homónima) (1932) dir. Henry Roussell
- Côte d'Azur  (según la obra homónima) (1932) dir. Roger Capellani
- Votre sourire  (según la obra homónima) (1934) dir. Pierre Caron et Monty Banks
- On a trouvé une femme nue, dirigida por Léo Joannon (1934)
- Voyage d'agrément  (según la obra Le voyage à l'ombre) (1935) dir. Christian-Jaque
- Mein Sohn, der Herr Minister  (según la obra Fiston) (1937)
- Un déjeuner de soleil  (según la obra homónima) (1937) dir. Marcel Cravenne
- La chaleur du sein (según la obra homónima Calor de nido) (1938) dir. Jean Boyer
- A vuestras órdenes, señora  (según la obra Le déjeuner au soleil) (1939) dir. Jean Boyer
- Fiori d'arancio  (según la obra La Fleur d'Oranger) (1944)
- Besos perdidos  (según la obra homónima) (1945)
- La femme fatale  (según la obra La Femme fatale) (1946) Jean Boyer
- L'età dell'amore  (según la obra Dame Nature) (1953)

Diálogos
- L'âne de Buridan  (1932) dir. Alexandre Ryder
- On a trouvé une femme nue, dirigida por Léo Joannon (1934)
- Un déjeuner de soleil  (según la obra homónima) (1937) dir. Marcel Cravenne

Argumentista
- L'âne de Buridan  (1932)
- Ceniza al viento   (1942)
- Punto negro  (1943)

Autor del cuento
- À vos ordres, Madame  (cuento C.H.F.R. 35) (1942)

## Citas
Algunas de las citas conocidas de Birabeau son:
Cuando un hombre empieza a sospechar que su padre quizás podía estar en lo cierto, por lo general es porque su propio hijo empieza a demostrarle que está equivocado.
Hay matrimonios que son músicos a su propia manera: tocan el triángulo.
No, los artistas no son inútiles. Por ejemplo, cuando dos países no logran firmar un acuerdo militar o un acuerdo financiero, firman un acuerdo cultural.
Amo a las mujeres que calculan. Estas son las mejores. Calculan lo que ellas perderían de no serme agradables.
Hay cosas que no nos atreveríamos a hacer si tuviéramos que contarlas a un confidente.
La prueba que le théâtre est un endroit singulier: on s'habille pour entrer dans une baignoire.
La prueba de que el teatro es un lugar único es que uno se de viste para entrar en una bañera. (juego con la palabra baignoire que además de significar bañera también designa al palco del teatro).
El último miembro de una gran familia tiene la impresión de ser redundante subido a un tren que ya está lleno.
Deberíamos tomar los esposos como tomamos a los diputados, por cinco años; después de eso, el cónyuge trataría de conseguir la reelección.